# Бхубанешвар
Бхубанешвар (на английски: Bhubaneshwar произношение) е град в Индия, в района на делтата на река Маханади. Административен център е на щат Ориса (от 1956 г.).
Населението му наброява 885 363 жители (2011 г.).